# Karol Kisel
Karol Kisel (ur. 15 marca 1977 w Koszycach) – piłkarz słowacki grający na pozycji prawego pomocnika.

## Kariera klubowa
Karierę piłkarską Kisel rozpoczynał w klubie Lokomotíva Košice. W 1996 roku awansował do kadry pierwszego zespołu i zadebiutował wówczas w jego barwach w słowackiej Extralidze. W 1998 roku odszedł z Lokomotívy do Ozety Dukli Trenčín. Tam z kolei grał do 2000 roku.
Latem 2000 roku Kisel przeszedł z Ozety Dukli do czeskiego Bohemiansu Praga. Po 3 sezonach gry w tym klubie odszedł do Slovana Liberec, w którym zadebiutował 2 sierpnia 2003 w zremisowanym 1:1 wyjazdowym spotkaniu z Baníkiem Ostrawa. Piłkarzem Slovana był przez 2 lata.
W 2005 roku Kisel podpisał kontrakt ze Spartą Praga. W nowym zespole swój debiut zanotował 7 sierpnia 2005 w wygranym 2:1 wyjazdowym meczu z Viktorią Pilzno. W 2006 roku zdobył ze Spartą Puchar Czech. W 2007 i 2008 roku wywalczył ze Spartą dublet – mistrzostwo i puchar kraju.
W 2009 roku Kisel został zawodnikiem australijskiego Sydney FC. W A-League zadebiutował 8 sierpnia 2009 w wygranym 3:2 wyjazdowym meczu z North Queensland Fury FC. W 2010 roku został z Sydney mistrzem Australii.
W 2010 roku Kisel wrócił do Czech i podpisał kontrakt ze Slavią Praga, w której po raz pierwszy wystąpił 16 lipca 2010 w meczu z Bohemiansem (1:1). W sezonie 2011/2012 grał w Sydney FC, a w latach 2012–2014 ponownie w Slavii.
| Sezon   | Klub                | Kraj      | Rozgrywki      | Mecze | Bramki |
| ------- | ------------------- | --------- | -------------- | ----- | ------ |
| 1996/97 | Lokomotíva Košice   | Słowacja  | Extraliga      | 25    | 1      |
| 1997/98 | Lokomotíva Košice   | Słowacja  | Extraliga      | 28    | 4      |
| 1998/99 | Ozeta Dukla Trenčín | Słowacja  | Extraliga      | 22    | 2      |
| 1999/00 | Ozeta Dukla Trenčín | Słowacja  | Extraliga      | 13    | 1      |
| 1999/00 | Bohemians Praga     | Czechy    | Gambrinus Liga | 8     | 0      |
| 2000/01 | Bohemians Praga     | Czechy    | Gambrinus Liga | 23    | 2      |
| 2001/02 | Bohemians Praga     | Czechy    | Gambrinus Liga | 26    | 2      |
| 2002/03 | Bohemians Praga     | Czechy    | Gambrinus Liga | 26    | 7      |
| 2003/04 | Slovan Liberec      | Czechy    | Gambrinus Liga | 26    | 4      |
| 2004/05 | Slovan Liberec      | Czechy    | Gambrinus Liga | 29    | 4      |
| 2005/06 | Sparta Praga        | Czechy    | Gambrinus Liga | 24    | 3      |
| 2006/07 | Sparta Praga        | Czechy    | Gambrinus Liga | 21    | 2      |
| 2007/08 | Sparta Praga        | Czechy    | Gambrinus Liga | 23    | 5      |
| 2008/09 | Sparta Praga        | Czechy    | Gambrinus Liga | 7     | 2      |
| 2009/10 | Sydney FC           | Australia | A-League       | 25    | 2      |
| 2010/11 | Slavia Praga        | Czechy    | Gambrinus Liga | 27    | 7      |
| 2011/12 | Sydney FC           | Australia | A-League       | 22    | 4      |
| 2012/13 | Slavia Praga        | Czechy    | Gambrinus Liga | 26    | 9      |
| 2013/14 | Slavia Praga        | Czechy    | Gambrinus Liga | 13    | 3      |

## Kariera reprezentacyjna
W reprezentacji Słowacji Kisel zadebiutował 29 lutego 2002 roku w wygranym 1:0 towarzyskim spotkaniu z Japonią. 8 czerwca 2005 w meczu eliminacji do Mistrzostw Świata w Niemczech z Liechtensteinem (4:0) strzelił swojego pierwszego gola w kadrze narodowej. W 2000 roku z kadrą U-23 wystąpił na Igrzyskach Olimpijskich w Sydney.